# Concórdio de Espoleto
Concórdio de Espoleto (em latim: Concordius) é um santo e mártir do século II sobre o qual quase nada sabemos. 

## Vida e obras
Concórdio começou como subdiácono em Roma e era de comportamento reclusivo, passando a maior parte do seu tempo sozinho em oração. Ele foi preso durante a perseguição aos cristãos do imperador romano Marco Aurélio e foi julgado em Espoleto.
O seu juiz foi o governador da Úmbria. Ele iniciou o julgamento oferecendo a liberdade a Concórdio se ele renegasse a sua fé e adorasse a estátua do deus romano Júpiter. Quando Concórdio se negou, o juiz o fez espancar numa grade de madeira. Após a tortura, o santo louvou Jesus e terminou preso. Dois dias depois, ele recebeu uma segunda chance e lhe deram a estátua para adorar. Concórdio cuspiu no ídolo e foi imediatamente decapitado. 